# Општина Лунка Мурешулуј (Алба)
Лунка Мурешулуј (рум. Lunca Mureşului) општина је у Румунији у округу Алба.
Oпштина се налази на надморској висини од 260 m.